# 이시이 안나 (배우)
이시이 안나(일본어: 石井 杏奈, 1998년 7월 11일 ~ )는 일본의 배우, 댄서이며, E-girls의 멤버이다.
도쿄도 출신. LDH 소속.

## 내력
초등학교 5학년 때 댄스 대회에서 스카우트된다.
2010년, 잡지 《니코☆푸치》로 모델로서 데뷔.
2011년, 〈VOCAL BATTLE AUDITION 3〉의 댄스 퍼포먼스 부문에서 합격해, bunny, E-girls의 멤버가 된다.
2012년, 닛폰 TV 계열 드라마 《사립 바카레아 고교》로 배우 데뷔.
2014년 6월, 스케줄 사정으로, 다음 달부터 개최되는 E-girls의 라이브 투어는 불참가가 되는 것을 발표.
2015년 9월, 《걸즈 스텝》으로 영화 첫 주연을 맡는다.
2016년, 《걸즈 스텝》과 《솔로몬의 위증》으로 제58회 블루리본상 신인상을 수상한다.

## 출연

### 드라마
- 사립 바카레아 고교 제1화 (2012년 4월 14일, 닛폰 TV)
- 파파돌! 제4화 (2012년 5월 17일, TBS) - 루이 역
- GTO (2012년 7월 3일 ~ 9월 11일, 칸사이 TV) - 아사노 마유코 역
  - 가을 스페셜 (2012년 10월 2일)
  - 정월 스페셜 (2013년 1월 2일)
  - 졸업 스페셜 (2013년 4월 2일)
- Piece 제1화 (2012년 10월 6일, 닛폰 TV) - 나츠키 역
- 연문일화 LETTER3 〈너에게 읽어주는 편지〉 (2014년 1월 20일, 닛폰 TV) - 아즈미 사와코 역
- 특집 드라마 〈LIVE!LOVE!SING!~살아가고 사랑하고 노래하는 것~〉 (2015년 3월 10일, NHK) - 주연·아사미 역
- 우러러보니 존귀한 (2016년 7월 ~ 9월, TBS) - 아리마 나기사 역
- 어머니, 딸을 그만둬도 좋습니까? (2017년 1월 ~ 3월, NHK)

### 영화
- 사립 바카레아 고교 (2012년, 쇼게이트)
- 괜찮아 3반 (2013년, 토호) - 키노시타 안나 역
- 솔로몬의 위증 (2015년, 쇼치쿠) - 미야케 주리 역
- 걸즈 스텝 (2015년, 토에이) - 주연·니시하라 아즈사 역
- 세계에서 고양이가 사라진다면 (2016년, 토호) - 미카 역
- 4월은 너의 거짓말 (2016년, 토호) - 사와베 츠바키 역
- 스프링, 해즈, 컴 (2016년) - 주연·리코 역
- 타타라 사무라이 (2017년)
- 호문쿨루스 (2021년) - 여고생 1775 역

### CM
- 오오츠카 제약 포카리 스웨트 (2012년)
- ABC-MART adidas adihoney in heel (2013년)
- NTT docomo d비디오 powered by BeeTV (2013년 8월 ~ )
- 베네세 코포레이션
  - 신켄 제미 (2014년 1월 ~ )
  - 신켄 제미 고교 강좌 (2014년 2월 ~ )
- 세키스이 하우스 기업 (2014년 3월 ~ )
- 리크루트 리크나비 진학 (2015년)
- 산게츠 (2015년)

## 수상
- 제58회 블루리본상 신인상 (《걸즈 스텝》 《솔로몬의 위증》)